# Киверов, Сергей Яковлевич
Киверов Сергей Яковлевич (15 [27] сентября 1884, Очаков, Херсонская губерния — 1942) — кораблестроитель, старший судостроитель Севастопольского порта, флагманский корабельный инженер штаба командующего бригады подводных лодок Чёрного моря, офицер подводного плавания, подполковник Корпуса корабельных инженеров.

## Биография
Родился 15 сентября 1884 года в Очакове Херсонской губернии в семье полковника артиллерии Якова Фёдоровича Киверова (род. 8.10.1856) и его жены Анны Николаевны. Младший брат Сергея — Георгий (род. 1897) стал офицером-артиллеристом.

### Служба в Российском императорском флоте
В службе с 1893 года. Окончил Полоцкий кадетский корпус в 1902 году. 14 сентября 1902 году поступил на кораблестроительное отделение Технического училища Морского ведомства в Кронштадте. 9 мая 1906 года, после окончания обучения, произведён в корабельные гардемарины-судостроители. В 1906—1907 годах находился при судостроительных работах в Санкт-Петербургском порту, совершил десятимесячное учебное плавание вокруг Европы. 16 апреля 1907 года произведён в подпоручики Корпуса корабельных инженеров (ККИ). 30 апреля 1907 года был прикомандирован к портовой конторе порта Императора Александра III.
9 мая 1907 года зачислен слушателем Офицерского класса подводного плавания в Либаве, после окончания которого, 7 декабря того же года, стал офицером подводного плавания. В 1908 году руководил работами по разборке трёх подводных лодок типа «Карп», отправке их из Либавы по железной дороге и сборке в Севастополе. С 1908 по 1909 год был отрядным корабельным инженером отряда подводного плавания Чёрного моря, затем был назначен старшим помощником судостроителя Владивостокского порта. 29 марта 1909 года произведён в поручики. С мая 1909 года проходил службу в отряде подводных лодок Владивостокского порта. До января 1910 года был помощником командира подводной лодки «Форель», затем до января 1912 года — старшим помощником подводной лодки «Сом». 10 апреля 1911 года произведён в штабс-капитаны ККИ. С 1912 по 1913 годы — являлся корабельным инженером дивизиона подводных лодок Сибирской флотилии.
В марте 1913 года убыл в Севастополь для исполнения должности старшего помощника судостроителя Севастопольского порта. В феврале 1914 года стал младшим судостроителем Севастопольского порта и назначен для плавания в дивизионе подводных лодок Чёрного моря. С мая 1914 по апрель 1915 года был наблюдающим по кораблестроительной части за строительством кораблей Черноморского флота. Участвовал в достройке минного заградителя «Краб» в Николаеве на судоверфи «Наваль» и ходовых испытаниях подводной лодки. 22 марта 1915 года «за отличную ревностную службу и особые труды, вызванные обстановкой войны» произведён в чин капитана ККИ, со старшинством с 1 января 1915 года. С июня 1915 по апрель 1918 года являлся флагманским корабельным инженером штаба командующего бригады подводных лодок Чёрного моря. В 1915—1917 годах преподавал курс теории подводной лодки на офицерских курсах подводного плавания.

### Служба в Морском министерстве Украинской державы
С мая по сентябрь 1918 года находился в резерве чинов флота, а затем был прикомандирован корабельным инженером к штабу правительства Морского министерства Украинской державы.

### Служба в Белом флоте
Во время Гражданской войны в России, с ноября 1918 года, служил в Белом Черноморском флоте Вооружённых сил Юга России. Состоял в охране дивизиона подводных лодок, был помощником начальника кораблестроительного отдела штаба подводных лодок ЧФ. Исполнял обязанности флагманского специалиста подводного плавания штаба ЧФ, был инспектором заводов Морского ведомства, преподавателем старших классов Морского инженерного училища в Севастополе. 28 марта 1920 года произведён в подполковники Корпуса корабельных инженеров. После эвакуации белых войск из Крыма остался в Севастополе.

### В Советское время
С 1921 по 1923 год был начальником кораблестроительного отдела технического управления Севастопольского порта, курировал судоподъёмные работы Черноморского флота. 17 марта 1923 года был уволен от службы, с зачислением на учёт по флоту.
В 1923 году переехал в Москву. Работал в Российском управлении делами металлоторга.
11 сентября 1924 года был арестован по ст. 58-10,12 УК РСФСР за «укрывательство братьев Ион, акционеров английской фирмы». 28 октября 1927 года особое совещание при коллегии ОГПУ приговорило Киверова к трём годам исправительно-трудовых лагерей. Отбывал наказание в СЛОНе — Соловецком лагере особого назначения. 23 мая 1930 года, после освобождения из лагеря, был выслан в Архангельск сроком на 3 года. Там работал инженером на судоремонтном заводе, преподавал в заводской ученической школе, вёл лекции на курсах повышения квалификации рабочих котельщиков и литейщиков, руководил занятиями студентов Московского института инженеров транспорта, проходивших в Архангельске практику.
В 1931 году переехал в Сыктывкар. Работал инженером на судоремонтном заводе, одновременно являясь преподавателем школы ФЗУ водников. Затем преподавал в строительном и тепло-электромеханическом техникумах, читал лекции на курсах механиков-судоводителей. Подготовил цикл лекций по истории подводного плавания и теоретическим основам постройки подводных судов, истории судостроения и судоходства на Севере. 1 сентября 1933 года стал преподавателем основ производства в Коми педагогическом институте, образованного в 1932 году. На начальном этапе он вёл занятия по математике на подготовительных курсах. 16 июля 1934 года, в связи с отсутствием учебной нагрузки по специальности уволился из Коми пединститута.
Сергей Яковлевич был женат на Наталье Павловне (урождённой Лазаревой), потомственной почётной гражданке. В семье было двое детей: сын Георгий (20.0410 — ?) и дочь Лариса (24.02.1915 — ?).
Умер в 1942 году. Реабилитирован посмертно 25 мая 1995 года.

## Награды
- Орден Святого Станислава 3-й степени (1914);
- Орден Святой Анны 3-й степени (5 октября 1915);
- Орден Святого Станислава 2-й степени (1916);
- светло-бронзовая медаль «В память 200-летия морского сражения при Гангуте» (1915)[2].